# Жозе Алтафіні
Жозе Алтафіні (італ. José Altafini; нар. 24 липня 1938, Пірасікаба), в Бразилії також широко відомий за прізвиськом Маццола, отриманим за зовнішню схожість на італійську футбольну зірку 1940-х Валентино Маццолу,  — футболіст, нападник. Один з найвідоміших оріундо, тобто вихідців з Південної Америки, що мали італійське коріння та, перебравшись до Італії, отримали громадянство цієї країни.
Насамперед відомий виступами за клуби «Мілан» та «Наполі», а також за збірні Бразилії та Італії.
Чотириразовий чемпіон Італії. Володар Кубка чемпіонів УЄФА. У складі збірної — чемпіон світу.

## Клубна кар'єра
У дорослому футболі дебютував 1954 року виступами за команду клубу «XV листопада», в якій провів два сезони, взявши участь у 30 матчах чемпіонату.
Протягом 1956—1958 років захищав кольори команди клубу «Палмейрас».
Своєю грою за останню команду привернув увагу представників тренерського штабу клубу «Мілан», до складу якого приєднався 1958 року. Відіграв за «россонері» наступні сім сезонів своєї ігрової кар'єри. Більшість часу, проведеного у складі «Мілана», був основним гравцем атакувальної ланки команди. У складі «Мілана» був одним з головних бомбардирів команди, маючи середню результативність на рівні 0,59 голу за гру першості.
1965 року уклав контракт з клубом «Наполі», у складі якого провів наступні сім років своєї кар'єри гравця. Граючи у складі «Наполі» також здебільшого виходив на поле в основному складі команди. В новому клубі був серед найкращих голеодорів, відзначаючись забитим голом в середньому щонайменше у кожній третій грі чемпіонату.
Згодом з 1972 по 1979 рік грав у складі команд клубів «Ювентус» та «К'яссо». У складі «Ювентуса» двічі виборював титул чемпіона Італії (два аналогічні титули були раніше завойовані у складі «Мілана»).
Завершив професійну ігрову кар'єру у нижчоліговому швейцарському «Мендризіо», за команду якого виступав протягом 1979—1980 років.

## Виступи за збірні
1957 року дебютував в офіційних матчах у складі національної збірної Бразилії. Протягом кар'єри у національній команді, яка тривала усього 2 роки, провів у формі головної команди країни 14 матчів, забивши 9 голів, був учасником чемпіонату світу 1958 року у Швеції, здобувши того року титул чемпіона світу.
Вже у складі національної збірної Італії був учасником чемпіонату світу 1962 року у Чилі, де знову перемогу святкували його вже колишні партнери по збірній, бразильці.

## Статистика виступів

### Статистика клубних виступів
| Сезон                 | Команда               | Чемпіонат             | Чемпіонат | Чемпіонат | Національний кубок | Національний кубок | Національний кубок | Континентальні кубки | Континентальні кубки | Континентальні кубки | Інші змагання | Інші змагання | Інші змагання | Усього | Усього |
| Сезон                 | Команда               | Ліга                  | Ігор      | Голів     | Ліга               | Ігор               | Голів              | Ліга                 | Ігор                 | Голів                | Ліга          | Ігор          | Голів         | Ігор   | Голів  |
| --------------------- | --------------------- | --------------------- | --------- | --------- | ------------------ | ------------------ | ------------------ | -------------------- | -------------------- | -------------------- | ------------- | ------------- | ------------- | ------ | ------ |
| 1956                  | «Палмейрас»           | ЛП                    |           | 13        | –                  | –                  | –                  | –                    | –                    | –                    | ТР            |               | 3             |        | 16     |
| 1957                  | «Палмейрас»           | ЛП                    |           | 24        | –                  | –                  | –                  | –                    | –                    | –                    | РС            |               | 7             |        | 31     |
| 1958                  | «Палмейрас»           | –                     | –         | –         | –                  | –                  | –                  | –                    | –                    | –                    | РС            |               | 11            |        | 11     |
| Усього за «Палмейрас» | Усього за «Палмейрас» | Усього за «Палмейрас» |           | 37        |                    | –                  | –                  |                      | –                    | –                    |               |               | 21            |        | 58     |
| 1958–59               | «Мілан»               | A                     | 32        | 28        | КІ                 | 4                  | 4                  | –                    | –                    | –                    | КД            | 2             | 2             | 38     | 34     |
| 1959–60               | «Мілан»               | A                     | 33        | 20        | КІ                 | –                  | –                  | КЧ                   | 4                    | 2                    | КД            | 2             | 4             | 38     | 26     |
| 1960–61               | «Мілан»               | A                     | 34        | 22        | КІ                 | 2                  | 4                  | –                    | –                    | –                    | КД            | 2             | –             | 38     | 26     |
| 1961–62               | «Мілан»               | A                     | 33        | 22        | КІ                 | –                  | –                  | КЯ                   | 2                    | –                    | КД            | –             | –             | 35     | 22     |
| 1962–63               | «Мілан»               | A                     | 31        | 11        | КІ                 | 2                  | 1                  | КЧ                   | 9                    | 14                   | КД            | 4             | 5             | 46     | 31     |
| 1963–64               | «Мілан»               | A                     | 30        | 14        | КІ                 | 1                  | –                  | КЧ                   | 4                    | 4                    | МКК           | 3             | 1             | 38     | 19     |
| 1964–65               | «Мілан»               | A                     | 12        | 3         | КІ                 | –                  | –                  | КЯ                   | –                    | –                    | –             | –             | –             | 12     | 3      |
| Усього за «Мілан»     | Усього за «Мілан»     | Усього за «Мілан»     | 205       | 120       |                    | 9                  | 9                  |                      | 19                   | 20                   |               | 13            | 12            | 246    | 161    |
| 1965–66               | «Наполі»              | A                     | 34        | 14        | КІ                 | 2                  | 1                  | КМ                   | 1                    | 1                    | КА            | 4             | 6             | 41     | 22     |
| 1966–67               | «Наполі»              | A                     | 27        | 16        | КІ                 | 1                  | 1                  | КЯ                   | 5                    | 1                    | –             | –             | –             | 33     | 18     |
| 1967–68               | «Наполі»              | A                     | 29        | 13        | КІ                 | 2                  | 1                  | КЯ                   | 3                    | 3                    | –             | –             | –             | 34     | 17     |
| 1968–69               | «Наполі»              | A                     | 21        | 5         | КІ                 | 4                  | 2                  | КЯ                   | 3                    | 1                    | КА            | 0             | 0             | 28     | 8      |
| 1969–70               | «Наполі»              | A                     | 15        | 8         | КІ                 | 3                  | 0                  | КЯ                   | 3                    | 0                    | АІК           | 5             | 3             | 26     | 11     |
| 1970–71               | «Наполі»              | A                     | 25        | 7         | КІ                 | 11                 | 4                  | –                    | –                    | –                    | –             | –             | –             | 36     | 11     |
| 1971–72               | «Наполі»              | A                     | 29        | 8         | КІ                 | 5                  | 2                  | КУ                   | 2                    | 0                    | –             | –             | –             | 36     | 10     |
| Усього за «Наполі»    | Усього за «Наполі»    | Усього за «Наполі»    | 180       | 71        |                    | 28                 | 11                 |                      | 17                   | 6                    |               | 9             | 9             | 234    | 97     |
| 1972–73               | «Ювентус»             | A                     | 23        | 9         | КІ                 | 6                  | –                  | КЧ                   | 6                    | 3                    | –             | –             | –             | 35     | 12     |
| 1973–74               | «Ювентус»             | A                     | 21        | 7         | КІ                 | 8                  | 2                  | КЧ                   | 2                    | 1                    | МКК           | 1             | –             | 32     | 10     |
| 1974–75               | «Ювентус»             | A                     | 20        | 8         | КІ                 | 6                  | –                  | КУ                   | 9                    | 5                    | –             | –             | –             | 35     | 13     |
| 1975–76               | «Ювентус»             | A                     | 10        | 1         | КІ                 | 4                  | 1                  | КЧ                   | 3                    | –                    | –             | –             | –             | 17     | 2      |
| Усього за «Ювентус»   | Усього за «Ювентус»   | Усього за «Ювентус»   | 74        | 25        |                    | 24                 | 3                  |                      | 20                   | 9                    |               | 1             | –             | 119    | 37     |
| Усього в Італії       | Усього в Італії       | Усього в Італії       | 459       | 216       |                    | 61                 | 23                 |                      | 56                   | 35                   |               | 23            | 21            | 599    | 295    |

### Статистика виступів за збірну
| Дата       | Місто          | Господарі | Результат | Гості      | Турнір                | Голи | Примітки |
| ---------- | -------------- | --------- | --------- | ---------- | --------------------- | ---- | -------- |
| 16/06/1957 | Сан-Паулу      | Бразилія  | 3 – 0     | Португалія | товариський матч      | 1    |          |
| 07/07/1957 | Ріо-де-Жанейро | Бразилія  | 1 – 2     | Аргентина  | Copa Roca             | -    |          |
| 10/07/1957 | Сан-Паулу      | Бразилія  | 2 – 0     | Аргентина  | Copa Roca             | 1    |          |
| 14/05/1958 | Ріо-де-Жанейро | Бразилія  | 4 – 0     | Болгарія   | товариський матч      | -    |          |
| 18/05/1958 | Сан-Паулу      | Бразилія  | 3 – 1     | Болгарія   | товариський матч      | -    |          |
| 08/06/1958 | Уддевалла      | Бразилія  | 3 – 0     | Австрія    | ЧС 1958 - 1-й етап    | 2    |          |
| 11/06/1958 | Гетеборг       | Бразилія  | 0 – 0     | Англія     | ЧС 1958 - 1-й етап    | -    |          |
| 19/06/1958 | Гетеборг       | Бразилія  | 1 – 0     | Уельс      | ЧС 1958 - чвертьфінал | -    |          |
| Усього     |                | Матчів    | 8         |            | Голів                 | 4    |          |

#### Збірна Італії з футболу
| Дата       | Місто     | Господарі | Результат | Гості     | Турнір                 | Голи | Примітки |
| ---------- | --------- | --------- | --------- | --------- | ---------------------- | ---- | -------- |
| 15/10/1961 | Тель-Авів | Ізраїль   | 2 – 4     | Італія    | ЧС 1962 - кваліфікація | 1    |          |
| 04/11/1961 | Турин     | Італія    | 6 – 0     | Аргентина | ЧС 1962 - кваліфікація | -    |          |
| 05/05/1962 | Рим       | Італія    | 2 – 1     | Аргентина | товариський матч       | 2    |          |
| 13/05/1962 | Брюссель  | Бельгія   | 1 – 3     | Італія    | товариський матч       | 2    |          |
| 31/05/1962 | Сантьяго  | Італія    | 0 – 0     | Болгарія  | ЧС 1962 - 1-й етап     | -    |          |
| 02/06/1962 | Сантьяго  | Чилі      | 2 – 0     | Італія    | ЧС 1962 - 1-й етап     | -    |          |
| Усього     |           | Матчів    | 6         |           | Голів                  | 5    |          |

## Титули і досягнення

### Командні
- Чемпіон Італії (4):

«Мілан»: 1958–59, 1961–62: «Ювентус»: 1972–73, 1974–75
- Володар Кубка чемпіонів УЄФА (1):

«Мілан»: 1962–63
- Чемпіон світу (1):

1958

### Особисті
- Найкращий бомбардир Кубка Італії (1):

1960–61 (4)
- Найкращий бомбардир італійської Серії A (1):

1961–62 (22)
- Найкращий бомбардир Кубка європейських чемпіонів (1):

1962–63 (14 голів — рекорд)